# Abaqa Kan
Kan Abaqa (1234-1282) fue el segundo kan mongol de Persia, hijo de Hulagu y bisnieto de Gengis Kan, que reinó de 1265 a 1282. 
A petición de su padre, continuó combatiendo a la Horda de Oro hasta 1267, año en que murió su líder, Berke. De naturaleza pacífica, se dedicó a reparar los daños causados por las guerras de su padre. Se enfrentó, sin embargo, en 1270 con un ejército de Baraq, kan de Chagatai que había invadido la región de Corasmia. 
Fue derrotado por los mamelucos cerca de Albistán en 1272 y en Siria en 1281. Contrajo matrimonio con María Paleóloga, hija ilegítima de Miguel VIII Paleólogo, y mantuvo buenas relaciones con algunos príncipes europeos.

## Gobierno

### Política interior
Durante su reinado, Abaqa, quien era un devoto budista, intentó convertir a los musulmanes persas al budismo, dando lugar a numerosos levantamientos populares. También procuró promover el Nestorianismo, al punto de que envió embajadas al papa Gregorio X y a Eduardo I de Inglaterra. En 1265, cuando sucedió a su padre, contrajo matrimonio con la hija ilegítima de Miguel VIII Paleólogo. Durante su reinado, se reconstruyó Bagdad, destruida en 1258.
Algunas de las monedas de Abaqa muestran una cruz cristiana y tienen, en idioma árabe, la inscripción cristiana "En el nombre del Padre, del Hijo y del Espíritu Santo, un solo Dios".

### Política exterior
Tras la muerte de Hulagu en 1265, el líder musulmán Baibars atacó a los francos y devastó el Reino armenio de Cilicia. A partir de 1265, Abaqa procuró obtener ayuda de Occidente para hacer frente a la amenaza que representaban los mamelucos. Mantuvo correspondencia con el papa Clemente IV entre 1267 y 1268 y al parecer le envió un embajador mongol en 1268. Propuso una alianza entre sus fuerzas, las de Occidente y las del emperador bizantino Miguel VIII, quien era su suegro. Abaqa recibió respuestas de Roma y de Jaime I de Aragón. Respecto a este último, no está claro si fue esta propuesta la que originó la fallida expedición de Jaime I a Acre en 1269.
En 1268, el líder mameluco Baibars atacó primero a Acre, tomando el castillo de Beaufort, y después a Trípoli, donde Bohemundo VI estaba atrincherado con sus súbditos. Baibars llegó entonces a los alrededores de Antioquía, la más grande de las ciudades de los francos, el 14 de mayo de 1268, y tomó la ciudad tras un asedio de apenas cuatro días. Luego de esta derrota, Bohemundo obtuvo una tregua con Baibars, aunque con esto se quedó Bohemundo sin territorios excepto Trípoli.
En 1271, Baibars envió una carta a Bohemundo amenazándolo y regañándolo por su alianza con los mongoles:

Nuestras banderas amarillas han repelido tus banderas rojas, y el tañido de las campanas ha sido reemplazado por el llamado: "Allâh Akbar!" (...) Advierte a tus murallas y a tus iglesias que pronto nuestras máquinas de asedio se encargarán de ellas, y a tus caballeros que pronto nuestras espadas se invitarán a sí mismas a sus hogares (...) Entonces veremos de qué te sirvió tu alianza con Abagha"
Carta de Baibars a Bohemundo VI, 1271.

## Campañas militares

### Campañas durante la novena cruzada (1271)

Operaciones de los mongoles (en rojo) bajo el general Samagar durante la Novena Cruzada en 1271.

En mayo de 1271, Eduardo I de Inglaterra llegó a Acre, tratando de iniciar una Cruzada como respuesta a la caída de Antioquía, e inmediatamente envió una delegación a Abaqa, cuyo fin era obtener apoyo militar de los mongoles. En su respuesta, fechada el 4 de septiembre de 1271, Abaqa aceptó brindar su ayuda y preguntaba en qué fecha tendría lugar el ataque conjunto contra los mamelucos. 
A finales de octubre de 1271, las tropas mongolas solicitadas por Eduardo llegaron a Siria y arrasaron el territorio de Alepo. Abaqa, quien estaba ocupado con otros conflictos en Turquestán, sólo podía delegar  10 000 jinetes mongoles al mando del general Samagar, del ejército de ocupación en la Anatolia Selyúcida, aparte de tropas auxiliares selyúcidas. Sin embargo, esto sólo causó un éxodo de las poblaciones musulmanas (quienes aún recordaban las pasadas campañas del general Kitbuqa) al sur, llegando algunos incluso a El Cairo.
Cuando Baibars organizó una contraofensiva desde Egipto el 12 de noviembre, los mongoles ya se habían retirado más allá del Éufrates, pero estos inquietantes eventos le permitieron a Eduardo negociar un tratado de paz por diez años con los mamelucos. Abaqa envió una delegación al Concilio de Lyon II en 1274, la cual visitó al rey Eduardo el 28 de enero de 1275. Se conoce una carta del rey inglés, en la cual reconoce la promesa de Abaqa de pelear junto con los cruzados.

### Campañas de 1280-1281
En el período 1280-1281, Abaqa promovió un nuevo ataque contra Siria. Algunos francos de Siria, en particular los Hospitalarios y hasta cierto punto los francos de Chipre y Antioquía, se unieron a los mongoles, aunque no contaban con el apoyo del resto de occidentales involucrados en las Cruzadas. La historiadora Zoé Oldenbourg en su obra "The Crusades" menciona en 1280 la "Alianza de francos y mongoles contra Qalawun".

#### Campaña del otoño de 1280
Tras la muerte de Baibars en 1277 y la consiguiente desorganización del reino musulmán, las condiciones eran óptimas para realizar nuevas operaciones en Tierra Santa. Los mongoles aprovecharon la oportunidad y organizaron una nueva invasión a territorio sirio. En septiembre de 1280, los mongoles ocuparon Bagras y Darbsak; el 20 de octubre tomaron Alepo y masacraron a sus habitantes.
En cuanto a los francos, el rey de Chipre Hugo III y Bohemundo VI también movilizaron su ejército, pero no pudieron intervenir porque los mamelucos ya se habían posicionado para entonces entre ellos y los mongoles. En octubre de 1280, los mongoles enviaron embajadores a Acre para pedir apoyo militar para su campaña, pero el vicario del Patriarca aseguró que la ciudad padecía una hambruna y que el rey de Jerusalén estaba en medio de otra guerra. Los mongoles también solicitaron apoyo para una campaña el siguiente invierno, informando a los francos que llevarían cincuenta mil jinetes mongoles y otros tantos infantes, pero aparentemente nunca recibieron una respuesta.
Según el historiador Steven Runciman, Abaqa y León II de Armenia urgieron a los francos que lanzaran una nueva cruzada, pero solo la Orden de Malta y Eduardo I (quien no podía acudir por falta de fondos) respondieron favorablemente. Los Hospitalarios de Margat acompañaron a los mongoles en algunas invasiones al valle de Beqaa y ganaron varios enfrentamientos con las fuerzas del sultán. Invadieron incluso el Krak de los Caballeros en octubre de 1280 y derrotaron al ejército mameluco del Krak en febrero de 1281. Los mongoles finalmente, prometiendo regresar en el invierno de 1281.

#### Campaña del otoño de 1281

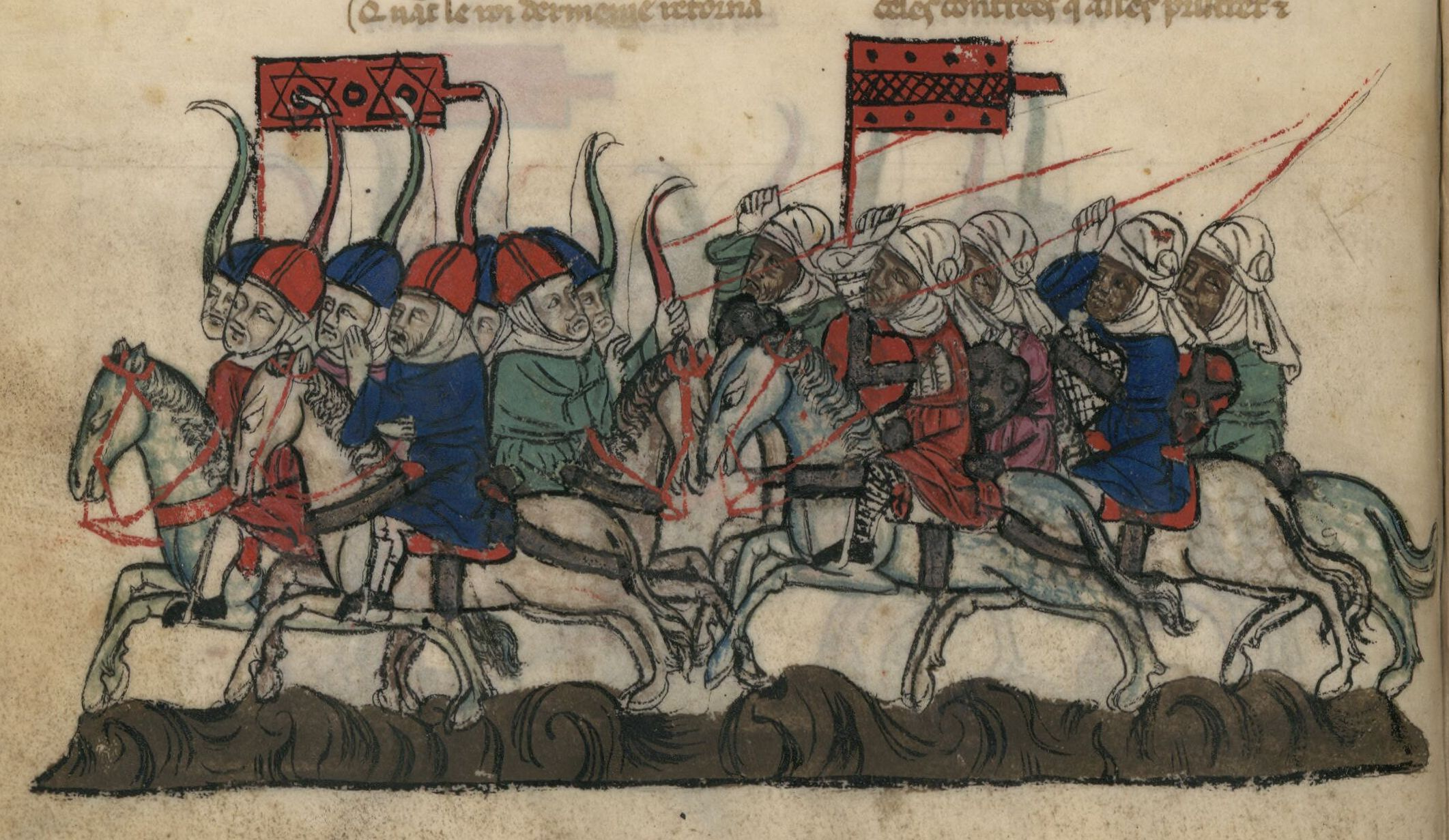
Derrota de los mongoles (representados a la izquierda) en la batalla de Homs de 1281.

Con el fin de prevenir futuras acciones conjuntas entre los francos y los mongoles, el nuevo sultán musulmán, Qalawun, firmó una tregua por diez años el 3 de mayo de 1281 (luego de la expiración de la vieja tregua de 1271) con los barones de Acre (que después él mismo rompería) y una segunda tregua de diez años con Bohemundo VII de Trípoli, el 16 de julio de 1281. Esta segunda tregua permitía el acceso a Jerusalén a los peregrinos cristianos.
La anunciada invasión de los mongoles empezó en septiembre de 1281. Contaban con el apoyo de los armenios de León III y con el de unos doscientos caballeros Hospitalarios de la fortaleza de Margat, quienes consideraban que no estaban ligados a la tregua con los mamelucos. Algunos caballeros de Chipre los acompañaron probablemente.

En el año 1281 de la encarnación de Cristo, los tártaros dejaron su reino, cruzaron Aygues Froides con un enorme ejército e invadieron las tierras de Alepo, Haman y La Chemele e hicieron gran daño a los sarracenos y mataron a muchos, y con ellos estaban el rey de Armenia y algunos caballeros francos de Siria.
Le Chevalier de Tyre, Cap. 407

El 30 de octubre de 1281, cincuenta mil mongoles, junto con treinta mil armenios, georgianos, griegos y los caballeros Hospitalarios de Margat, se enfrentaron al caudillo musulmán Qalawun en la segunda batalla de Homs, pero fueron repelidos, con numerosas bajas en ambos bandos.

## Asesinato
Por su intolerancia hacia el islam, la religión practicada por la mayoría de sus súbditos, muchos musulmanes intentaron asesinar a Abaqa y lo consiguieron probablemente en 1282. El asesino vio a su esposa María como parte de su justa herencia, pero ella huyó de vuelta a Constantinopla donde su padre, aparentemente deseando evitar para su capital el destino que había padecido Bagdad, la intentó casar de nuevo con otro kan mongol. María no pudo aceptar la oferta, se convirtió en monja y fundó la iglesia de Panagia Mouchliotissa alrededor del año 1285. A Abaqa le sucedió su hermano musulmán Tekuder.
Con la muerte de Abaqa en 1282 y su reemplazo por el musulmán Tekuder, el sultán Qalawun pudo atacar el territorio franco con más libertad. El sultán capturó finalmente la fortaleza norteña de Margat en 1285, Latakia en 1287 y Trípoli en 1289.

## Sucesión
| Predecesor: Hulagu | Gobernante del Ilkanato 1265 - 1282 | Sucesor: Tekuder |